# Land Information New Zealand
Land Information New Zealand (LINZ), in Maori Toitū te whenua, ist ein Public Service Department (Behörde des öffentlichen Dienstes) in Neuseeland, das für die Aufbereitung und Zurverfügungstellung von geographischen Information über Neuseeland und die Verwaltung des Landbesitzes des Staates zuständig ist.

## Struktur
Das Department ist in folgende Geschäftsbereiche, die sie Group (Gruppe) nennen, aufgeteilt:
- Corporate Group – Der Geschäftsbereich ist dafür zuständig, dass alle strategischen und operativen Entscheidungen umgesetzt werden, alle Aktivitäten im Department reibungslos und effektiv verlaufen sollen und ein guter Service allen Neuseeländern zur Verfügung steht.
- Crown Property Group – Dieser Bereich verwaltet rund zwei Millionen Hektar Land, das sich im Besitz des Staates befindet.
- Location Information Group – Hier werden die geographischen Daten des Landes erhoben und verwaltet, wie Adressen, Landkarten, Seekarten, Landmarken und Daten der satellitengestützten Navigation.
- Policy and Overseas Investment Group – Diese Abteilung ist dafür zuständig, dass die Richtlinien und Regeln des LINZ mit den Investitionen des Landes in Übersee, hier speziell mit dem Overseas Investment Office abgestimmt werden.
- Property Rights Group – Die Gruppe erstellt Gutachten und Studien.
- Strategy and Stewardship Group – Diese Abteilung leitet die Entwicklung und Ausführung der Verwaltung.
- Property System Infrastructure Group – Hier wird die Infrastruktur für die Erstellung von Gutachten und Studien zur Verfügung gestellt.[4]

## Ziele und Aufgaben
Die Ziele von Land Information New Zealand sind:
- geographische Informationen über Neuseeland zugänglich und nutzbar zu machen,
- Landrechte der neuseeländischen Staatsbürger zu schützen und
- sicherzustellen, dass das Land im Staatsbesitz nachhaltig verwaltet wird.[2]

In dem Department sind verschiedene staatliche Aufgaben gebündelt, die auf geografischen Informationen beruhen. Die offizielle Mission des Departments ist es, Vertrauen in die Eigentumsrechte am Land und in geografische Informationen aufzubauen und zu erhalten und Märkte für geografische Informationen zu entwickeln.
Dabei konzentriert sie sich auf drei Kernbereiche:
- Transaktionsmanagement – LINZ betreibt das nationale System für Grundstücksrechte und ihre Übertragung, vergleichbar mit dem deutschen Katasteramt
- Informationsmanagement – beschaffen, sammeln, zusammenstellen und verfügbar machen geografischer Informationen, von Informationen zu Grundstücks-Eigentumsrechten
- Landmanagement – darunter fällt die Verwaltung verschiedener in Eigentum der Krone befindlicher Ländereien in Neuseeland

### Transaktionsmanagement
LINZ ist für das Gesetzeswerk und die Systeme zuständig, die in Neuseeland Eigentumsrechte an Grund und Boden und den Umgang mit ihnen bestimmen. Es
- unterhält und verbessert die Regulatorien, die Eigentumsrechte definieren und ihre Übertragung ermöglichen
- verwaltet den Prozess der Übertragung von Eigentumstiteln, der Schaffung neuer Eigentumstitel und der Aufzeichnung von Änderungen der Besitzverhältnisse und Ansprüche in Bezug auf Grundstücke
- sorgt für eine sichere Umgebung zum Kauf, Verkauf und die Unterteilung von Land durch rechtssichere Eigentumstitel und ein genaues System zur Bestimmung der Grundstücksgrenzen
- betreibt ein national einheitliches System zur Grundstücksbewertung
- verwaltet ausländische Investitionen in New Zealand unter dem Overseas Investment Act 2005.

### Informationsmanagement
Die Agentur stellt eine Vielzahl von geografischen Informationen zur Verfügung, die einerseits für die eigenen Aufgaben in der Verwaltung der Eigentumsrechte an Land, andererseits werden diese Informationen für zahlreiche andere Aufgaben wie nationale Sicherheit, Hilfe in Notfällen, Festlegung von Wahlbezirken und kommerzielle Zwecke genutzt.
Die Agentur erstellt und verwaltet dazu staatlichen Datenbanken für Vermessungsdaten, Karten, Hydrografie und Grundstückseigentum. Aufgrund der Aufgabenstellung, diese Daten auf einer breiten Basis nutzbar zu machen, werden in Neuseeland viele dieser Informationen in elektronischer Form für jedermann zugänglich und kostenlos im Internet verbreitet und unter urheberrechtliche Lizenzen gestellt, die eine breite Verwendung zulassen.
Das LINZ verwaltet die geodätischen Vermessungsdaten Neuseelands und stellt die Vermessungspunkte in einer kostenlos zugänglichen Datenbank zur Verfügung. Es erstellt und verwaltet das offizielle topografische Kartenwerk Neuseelands. Das aktuelle Kartenwerk basiert auf dem Kartenwerk Topo50 im Maßstab 1:50.000, außerdem wird ein Kartenwerk Topo250 im Maßstab 1:250.000 und eine Anzahl Übersichtskarten mit größeren Maßstäben erzeugt. Dieses Kartenwerk kann auf der Website der Agentur kostenlos heruntergeladen werden, gedruckte Karten werden von Vertriebspartnern gedruckt und verkauft.
LINZ ist auch die Einrichtung, die für die Bereitstellung nautischer Informationen für die Schifffahrt in neuseeländische Gewässern zuständig ist. Dazu gehören die offiziellen Seekarten Neuseelands NZ202, die ebenfalls kostenlos zum Download angeboten werden, die in der Seefahrt erforderlichen Papierkarten werden von Vertriebspartnern verkauft. Die Kartendaten werden in zwei Formaten auch in elektronischer Form für Navigationssysteme zum Download bereitgestellt: NZMariner (Rasterkarten) und Electronic Navigational Charts (ENCs).
Die Einrichtung unterhält das Nachrichtensystem Notices to Mariners für die Seefahrt, das Kartenkorrekturen, Warnungen vor aktuellen Gefahren, Änderungen in Leuchttürmen, Funksignalen und ähnliche Dinge wöchentlich als PDF-Datei bereitstellt. Außerdem wird ein Tiden-Informationssystem mit Informationen zu den Gezeitenständen und ein Meldesystem unterhalten, über das von Seefahrern der Agentur neue Gefahren für die Schifffahrt gemeldet werden können.

### Landmanagement
Das LINZ verwaltete im Jahr 2017 fast zwei Millionen Hektar Land mit einem Wert von rund 800 Millionen NZ$. Sie umfassten nahezu 2000 Grundstücke. Im Jahr 2012 wies das LINZ rund 1,466 Millionen Hektar Land aus, das sich noch im Besitz von Māori befand.

## Gesetzliche Vertreter
Zur Erfüllung der LINZ übertragenen gesetzlichen Funktionen gehören zur Agentur mehrere Beamte:
- Commissioner of Crown Lands (Kommissar für das Kronland)
- Registrar-General of Land (Oberster Registerbeamter für Land)
- Surveyor-General (Oberster Vermesser)
- Valuer-General (Oberster Grundstückbewerter).

Daneben hat LINZ bestimmte Befugnisse und Verantwortlichkeiten nach mehr als 50 anderen Gesetzesvorschriften.